# Mario Augusto Martini
Mario Augusto Martini (Firenze, 20 dicembre 1884 – Firenze, 18 giugno 1961) è stato un politico e diplomatico italiano.

## Studi e formazione politica
Nasce a Firenze il 20 dicembre 1884, dove frequenta il Liceo dei Padri Scolopi. Qui oltre ad assorbire il clima rosminiano presente tra i professori, stabilisce i primi contatti con altri studenti con i quali, nel 1901, fonderà il Circolo universitario cattolico fiorentino.
Iscritto alla facoltà di giurisprudenza all'Università di Pisa (1902), attratto dalla figura di Giuseppe Toniolo, aderisce dal primo anno al locale Circolo universitario cattolico, del quale egli diviene presto segretario e poi presidente. Dal circolo pisano lavora per il rilancio della Federazione universitaria cattolica italiana (FUCI), di cui diviene presidente nazionale dal il 1905 e il 1907.
Nel 1906 si laurea con una tesi intitolata Gli eccessi della produzione.
Rilevante, negli anni pisani, è la fondazione della rivista Studium Studium, su Edizioni Studium. URL consultato il 21 novembre 2015., tuttora attiva, e che ha avuto un ruolo decisivo nel sostenere la FUCI.

## L'impegno politico
Lasciata l'Università, si avvicina a don Giulio Facibeni e alle sue tematiche sociali, impegnandosi nelle lotte contadine, tema portante nella politica dei popolari in quegli anni. Lavorò assieme a Felice Bacci alla nascita della Federazione Nazionale Mezzadri e Piccoli Affittuari a sostegno delle lotte contadine del dopoguerra. Molteplici i campi di impegno in quegli anni: Sindaco dal 1912 al 1919 di Casellina e Torri (dal 1929 comune di Scandicci), è tra i fondatori della sezione fiorentina del Partito Popolare Italiano, nelle cui liste viene eletto Deputato alle elezioni del 1919 e del 1921, quando viene nominato sottosegretario ai Lavori pubblici nei governi Facta. Eletto ancora nel 1924, dopo il delitto Matteotti aderisce all'Aventino, sia pur criticamente.

## Sindaco di Scandicci
Come primo cittadino, Martini si dimostra particolarmente sensibile al problema dell'edilizia scolastica e dell'urbanistica. Il suo progetto è di dare alla cittadina un'embrionale forma urbana attraverso la realizzazione di strutture pubbliche. Riesce a ottenere i fondi statali per la costruzione di una scuola a Badia a Settimo, mentre le risorse per costruirne una nel borgo di Scandicci furono assegnate al Comune solo nella seconda metà degli anni Trenta. Promuove lo sviluppo di arterie stradali per favorire lo sviluppo di aree residenziali.
Durante gli anni della Grande Guerra è costretto, come tutte le amministrazioni locali, a far fronte alle difficoltà economico-sociali provocate dalla guerra. Da febbraio a giugno 1915 istituisce l'Azienda Granaria per risolvere il problema annonario. Il sindaco fu autorizzato dal Consiglio Comunale a fare acquisti diretti di grano per mantenere bassi i prezzi e avere delle riserve per le famiglie bisognose.
Martini non concluse la legislatura, ma si dimise nell'agosto del 1919 per motivi personali.
A Scandicci i Martini erano proprietari della villa che oggi ospita la Scuola cani guida per ciechi in Via dei Ciliegi; la villa era frequentata come residenza estiva, in quanto la famiglia risiedeva in un palazzo di Via dei Fossi a Firenze.

## Martini avvocato e studioso
Decaduto dalla carica di Deputato, dal 1926 Martini si dedica alla vita professionale (è radiato dall'avvocatura per motivi politici, ma rapidamente riammesso) e agli studi storici, in particolare sulle esperienze religiose nella Firenze del Trecento (molti gli appunti per una storia della Badia di Settimo) e sul ruolo dei cattolici nel Risorgimento.

## Resistenza e Liberazione
Alla fine del luglio 1943, Martini entra a far parte del Comitato toscano di liberazione nazionale (CTLN) in rappresentanza della Democrazia Cristiana, e collabora al giornale Il Popolo e al foglio clandestino San Marco con Giorgio La Pira.
Dopo la liberazione di Firenze, la radicalità di alcune posizioni nelle quali riecheggiano le lotte sociali precedenti l'avvento del Fascismo, portano a un suo progressivo isolamento politico.
Dopo un breve esperienza come presidente della Provincia di Firenze, viene nominato ambasciatore in Brasile dove resterà dal 1945 al 1953, isolandosi di fatto dal dibattito interno alla Democrazia Cristiana, pur partecipando come consulente di De Gasperi alla Conferenza di pace di Parigi.

## Gli ultimi anni
Rientrato in Italia, pur tenendo politicamente un profilo di secondo piano resta una personalità di grande prestigio culturale, diventando presidente della casa editrice Le Monnier e consigliere prima, e dal 1955 presidente, del consiglio di amministrazione della Banca toscana, carica che mantenne fino alla morte avvenuta a Firenze il 18 giugno 1961.

## Opere
- Mario Augusto Martini, La mezzadria toscana nel momento presente, Firenze, Libreria editrice fiorentina, 1910.
- Felice Bacci: il deputato contadino, introduzione di Pier Luigi Ballini; nota storico-biografiche di Paolo Pellegrini, Giampiero Pagnini, 1988
- Discorsi in San Paolo e Santos: (Agosto 1951) : Mario Augusto Martini Ambasciatore d'Italia in Brasile, Rio de Janeiro, Vecchi, [s.d.]
- I giorni dell'emergenza: diario di Mario Augusto Martini, 3-11 agosto 1944, Firenze, La nuova Italia, 1970.

Sta in: La Resistenza in Toscana, atti e studi dell'Istituto storico della Resistenza in Toscana, n. 7